# 2 vendémiaire
2 jour complémentaire 2 brumaire
Le duodi 2 vendémiaire, officiellement dénommé jour du Safran, est le 2e jour de l'année du calendrier républicain.
C'était généralement le 23e jour du mois de septembre dans le calendrier grégorien.